# Shady Habash
Shady Habash (21. srpna 1995 – 1. května 2020) byl egyptský fotograf a filmař.

## Životopis
Habash zahájil podnikání v oblasti fotografie a videa v roce 2006. V březnu 2018 byl bez soudního procesu uvězněn za natočení hudebního videa pro exilového egyptského rockového hudebníka Ramyho Essama, který zesměšňoval egyptského prezidenta Abda al-Fattaha el-Sisi. Vydání videa podnítilo zatčení osmi lidí, kteří byli „obviněni z připojení k teroristické skupině a šíření nepravdivých zpráv“. Od 3. května 2020 mělo video na YouTube více než pět milionů zhlédnutí. Poté, co byl Habash více než dva roky vězněn, zemřel na nespecifikovanou nemoc ve věznici Tora v Káhiře v květnu 2020 ve věku 24 let.